# すえみつぢっか
すえみつ ぢっか（1979年10月21日 - ）は、日本の漫画家・イラストレーター。愛媛県出身・在住。血液型はA型。

## 来歴・人物
2008年8月、『おと×まほ』でフレックスコミックスより商業誌デビュー。
女装や男の娘を題材にした作品を多く描いている。
趣味はゲーム、茶葉収集、キャストドール。

## 作品リスト

### 一般向け
- 『おと×まほ』ソフトバンククリエイティブ〈Flex Comix〉全4巻（原作：白瀬修、キャラクター原案：ヤス、『FlexComixネクスト』2008年10月21日 - 2011年3月15日）
- 『リバーシブル!』一迅社〈IDコミックス わぁい！コミックス〉全3巻、A5判
  1. 2011年10月20日発行（同日発売[6]）、ISBN 978-4-75801-242-3
  2. 2012年12月20日発行（同日発売[7]）、ISBN 978-4-75801-283-6
  3. 2014年2月20日発行（同日発売）、ISBN 978-4-75801-360-4

  - （新装版）B6判
    1. 2012年12月20日発売[8]、ISBN 978-4-75801-292-8
    2. 2012年12月20日発売[9]、ISBN 978-4-75801-299-7
- 『新 生徒会の一存』富士見書房→KADOKAWA〈ドラゴンコミックスエイジ〉全3巻（原作：葵せきな、キャラクター原案：狗神煌、『月刊ドラゴンエイジ』2013年2月号 - 2014年3月号）
- 『賢者の弟子を名乗る賢者 THE COMIC』マイクロマガジン社〈ライドコミックス〉既刊14巻（原作：りゅうせんひろつぐ、キャラクター原案：藤ちょこ、『コミックライド』2016年7月号 - 連載中）

### 成人向け

#### 連載
- まじっす magical incense（『COMIC RIN』2008年12月号、2009年6月号、2010年6月号、2011年8月号・12月号）[10][11][12][13]
- Magical Insence（『好色少年』Vol.4 - Vol.11） - 『媚香少年』に収録。

#### 読み切り
- Patch!（『COMIC 0EX』Vol.18 2009年5月）[14]
- 引き狩り（『好色少年』Vol.1 2012年2月）[15]
- 半年間の熱（『漫画雑誌 1月と7月』創刊号 2014年7月）
- 壁と扉（『漫画雑誌 1月と7月』第2号 2015年1月）
- おうちに帰ろう（『漫画雑誌 1月と7月』第3号 2015年7月）
- 廃墟エクスプローラー（『漫画雑誌 1月と7月』第4号 2016年1月、第5号 2016年7月）
- ストレンジラブリー（『Juicy』No.13 2016年4月号）[16]
- まけたくないの（『Juicy』No.14 2016年7月号）[17]
- 霜夜に蕩け（『Juicy』No.16 2017年1月号）[18]

#### 書籍
- 『媚香少年』茜新社〈TENMACOMICS 好色少年〉、2018年12月26日発売[19]、ISBN 978-4-86349-744-3